# Lekhgaun (Surkhet)
Pour les articles homonymes, voir Lekhgaun.
Lekhgaun (en népalais : लेखगाउ) est un comité de développement villageois du Népal situé dans le district de Surkhet. Au recensement de 2011, il comptait 4 719 habitants.